# Olivier Beetschen
Olivier Beetschen, né le 7 novembre 1950 à Lausanne, est un écrivain suisse.

## Biographie
Olivier Beetschen passe son enfance à Lausanne puis étudie la littérature française et allemande à l’université de Fribourg en Suisse. Ses études achevées, il séjourne à Berlin et à Paris où il publie ses premiers textes, notamment dans la revue Digraphe.
Il s'établit à Genève en 1978 et voyage en Europe, en Asie, en Afrique et en Amérique. Il collabore à plusieurs revues suisses et françaises : La Nouvelle Revue Française, Sud, Repères, Écriture, vwa. Par ailleurs il dirige La Revue de Belles-Lettres de 1989 à 2009. En 1995 il publie son premier roman, À la nuit, récit des origines qui s'inspire librement de légendes issues de la mythologie celtique et scandinave. En 1996 paraît Le Sceau des Pierres, recueil de poèmes qui rend compte de ses vingt années de pérégrination dans le monde. En 2007 l'écrivain publie un deuxième recueil de poèmes, Après la comète, qui est récompensé par le prix Édouard-Rod en 2010. En 2012 il obtient la bourse littéraire de la fondation Pro Helvetia pour l'écriture de La Dame Rousse, roman qui paraît en 2016. L'ouvrage fait s'entrecroiser deux mondes : une ancienne légende suisse — les Fils de l'Aigle — entre en collision avec la réalité de deux amis alpinistes. La Dame Rousse a fait l'objet d'une publication en feuilleton dans le journal La Gruyère. En 2019 paraît L'Oracle des loups, un polar qui constitue une suite à La Dame Rousse. L'Oracle des loups a été finaliste du Prix du polar romand 2019.
Olivier Beetschen a longtemps enseigné la littérature française, notamment au Collège de Saussure à Genève.

## Publications
- L'Oracle des loups, roman, Éditions l'Âge d'Homme, Lausanne, 2019, Suisse.  (ISBN 978-2-8251-4766-5)
- La Dame Rousse, roman, Éditions l'Âge d'Homme, Lausanne, 2016, Suisse.  (ISBN 978-2-8251-4567-8)
- À la nuit, roman, Éditions l'Âge d'Homme, Lausanne, 2007, Suisse.  (ISBN 978-2-8251-3769-7)
- Après la comète, poèmes, Éditions Empreintes, Chavannes/Renens, 2007, Suisse.  (ISBN 978-2-940133-91-8)
- Le Sceau des Pierres, poèmes, Éditions Empreintes, Chavannes/Renens, 1996, Suisse.  (ISBN 2-940133-14-X)
- À la nuit, roman, postface de Jean Roudaut, Éditions Lézardes, Genève, 1995, réédité dans la coll. Poche Suisse, Éditions L'Âge d'Homme, Lausanne, 2007.
- Vladimir Holan, numéro spécial de La Revue de Belles-Lettres no 1-2,1991, ouvrage collectif, Éditions M+H, Genève, 1991, Suisse.
- La machine Velan, numéro spécial de La Revue de Belles-Lettres no 1,1982, ouvrage collectif, Éditions M+H, Genève, 1982, Suisse.
- Victime du froid, nouvelle, in Regards croisés sur Genève, Éditions Slatkine, Genève, 2017, Suisse.  (ISBN 978-2-8321-0792-8)
- La tortue, nouvelle, in Le courrier du 3 mars 2019[15].
- Les loups de Jack London, portrait, in Le Temps du 29 mars 2019[16].

Des revues ont publié des traductions de ses poèmes en allemand, anglais, espagnol et tchèque.